# Fimbristylis fusca
Fimbristylis fusca là loài thực vật có hoa trong họ Cói. Loài này được (Nees) Benth. ex C.B.Clarke mô tả khoa học đầu tiên năm 1893.